# Heléne Dahlberg
Heléne Christina Louise Dahlberg-Fryklund (* 26. August 1971 in Bromma) ist eine ehemalige schwedische Biathletin.
Heléne Dahlberg arbeitet als Friseurin. Sie lebt in Torsby und startete für den örtlichen Verein Skidklubben Bore. Sie begann 1988 mit dem Biathlonsport und nahm erstmals im Rahmen der Weltmeisterschaften 1993 in Borowetz an einer internationalen Biathlonmeisterschaft teil und wurde 65. des Einzels sowie an der Seite von Catarina Eklund, Eva-Karin Westin und Christina Eklund Neunte im Mannschaftsrennen. In der Saison 1992/93 erreichte Dahlberg zudem als 13. eines Sprints in Östersund ihr bestes internationales Karriereergebnis. Es blieb die einzige Platzierung der Schwedin in den Punkterängen. Zum Ende und Höhepunkt ihrer Karriere wurde die Teilnahme an den Olympischen Winterspielen 1994 in Lillehammer, wo Dahlberg einzig im Staffelrennen zum Einsatz kam. An der Seite von Eva-Karin Westin, Catarina Eklund und Maria Schylander erreichte sie als Schlussläuferin den neunten Platz.

## Biathlon-Weltcup-Platzierungen
Die Tabelle zeigt alle Platzierungen (je nach Austragungsjahr einschließlich Olympische Spiele und Weltmeisterschaften).
- 1.–3. Platz: Anzahl der Podiumsplatzierungen
- Top 10: Anzahl der Platzierungen unter den ersten zehn (einschließlich Podium)
- Punkteränge: Anzahl der Platzierungen innerhalb der Punkteränge (einschließlich Podium und Top 10)
- Starts: Anzahl gelaufener Rennen in der jeweiligen Disziplin
- Staffel: inklusive Mixed-Staffel

| Platzierung | Einzel | Sprint | Verfolgung | Massenstart | Team | Staffel | Gesamt |
| --- | ------ | ------ | ---------- | ----------- | ---- | ------- | ------ |
| 1. Platz |        |        |            |             |      |         |        |
| 2. Platz |        |        |            |             |      |         |        |
| 3. Platz |        |        |            |             |      |         |        |
| Top 10 |        |        |            |             | 1    | 1       | 2      |
| Punkteränge |        | 1      |            |             | 1    | 1       | 3      |
| Starts | 6      | 6      |            |             | 1    | 1       | 14     |
| Stand: Karriereende, inklusive Olympischer Spiele und Weltmeisterschaften, Daten möglicherweise nicht komplett |        |        |            |             |      |         |        |